# Tuttendorf

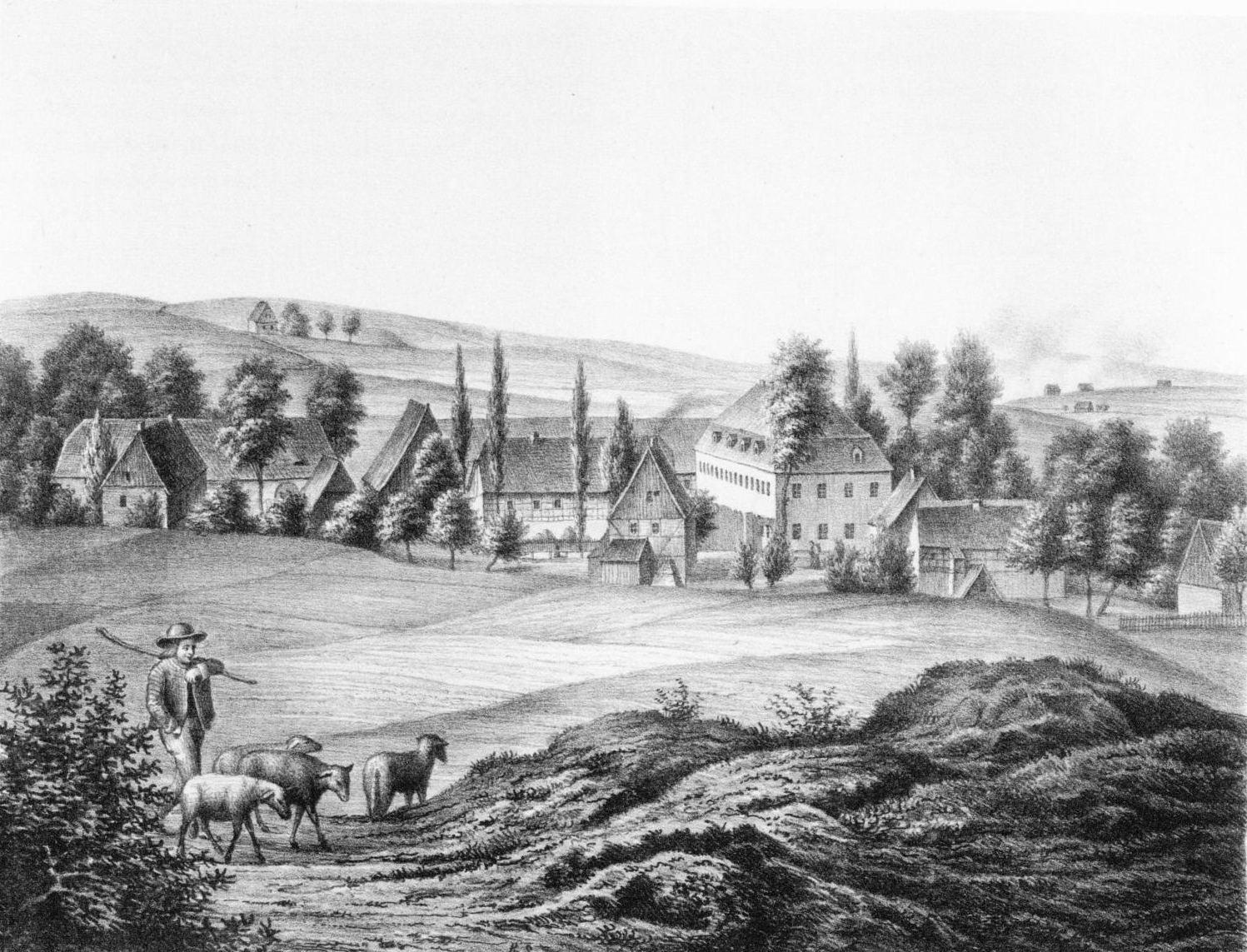
Rittergut Tuttendorf (um 1860)

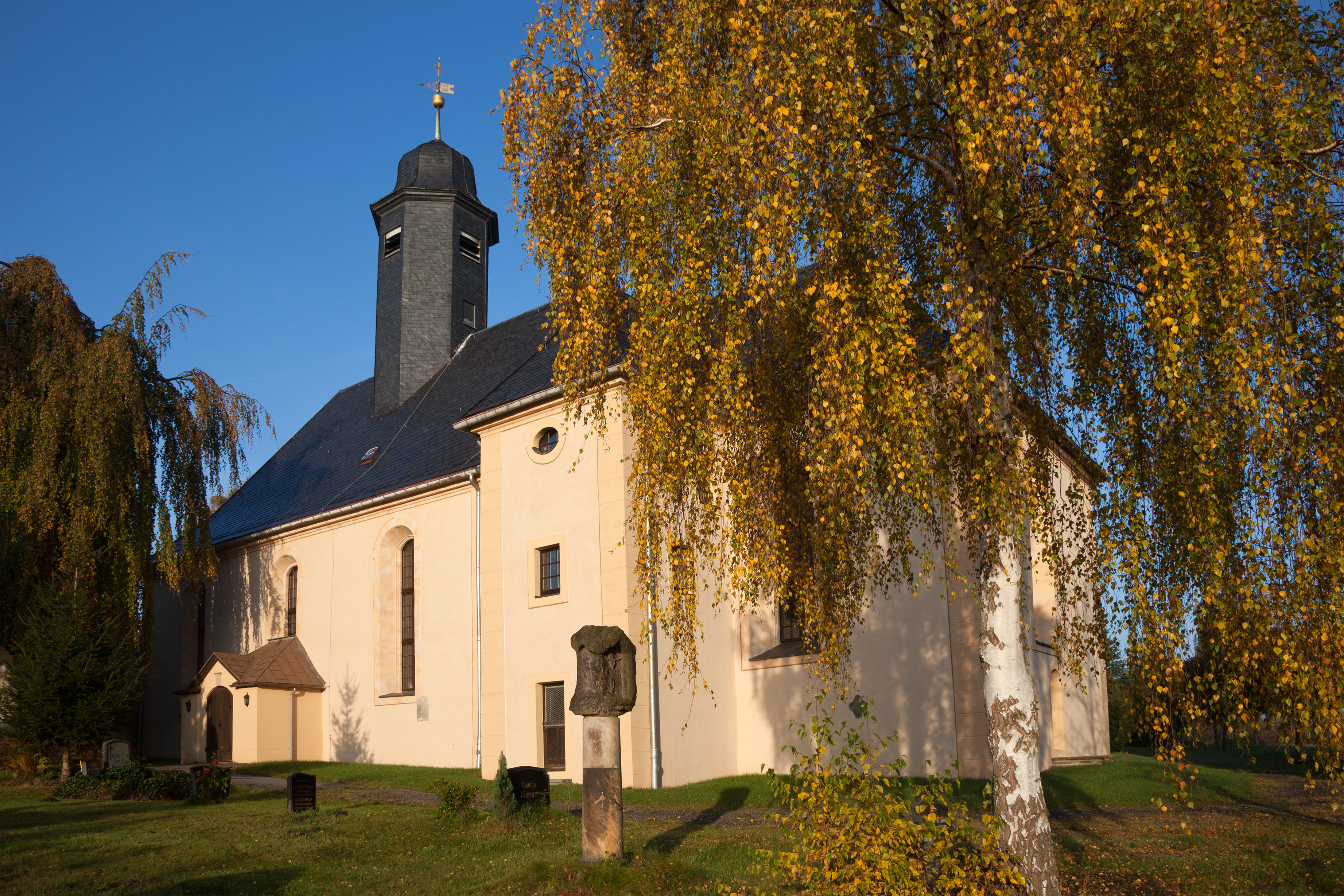
Dorfkirche St. Anna

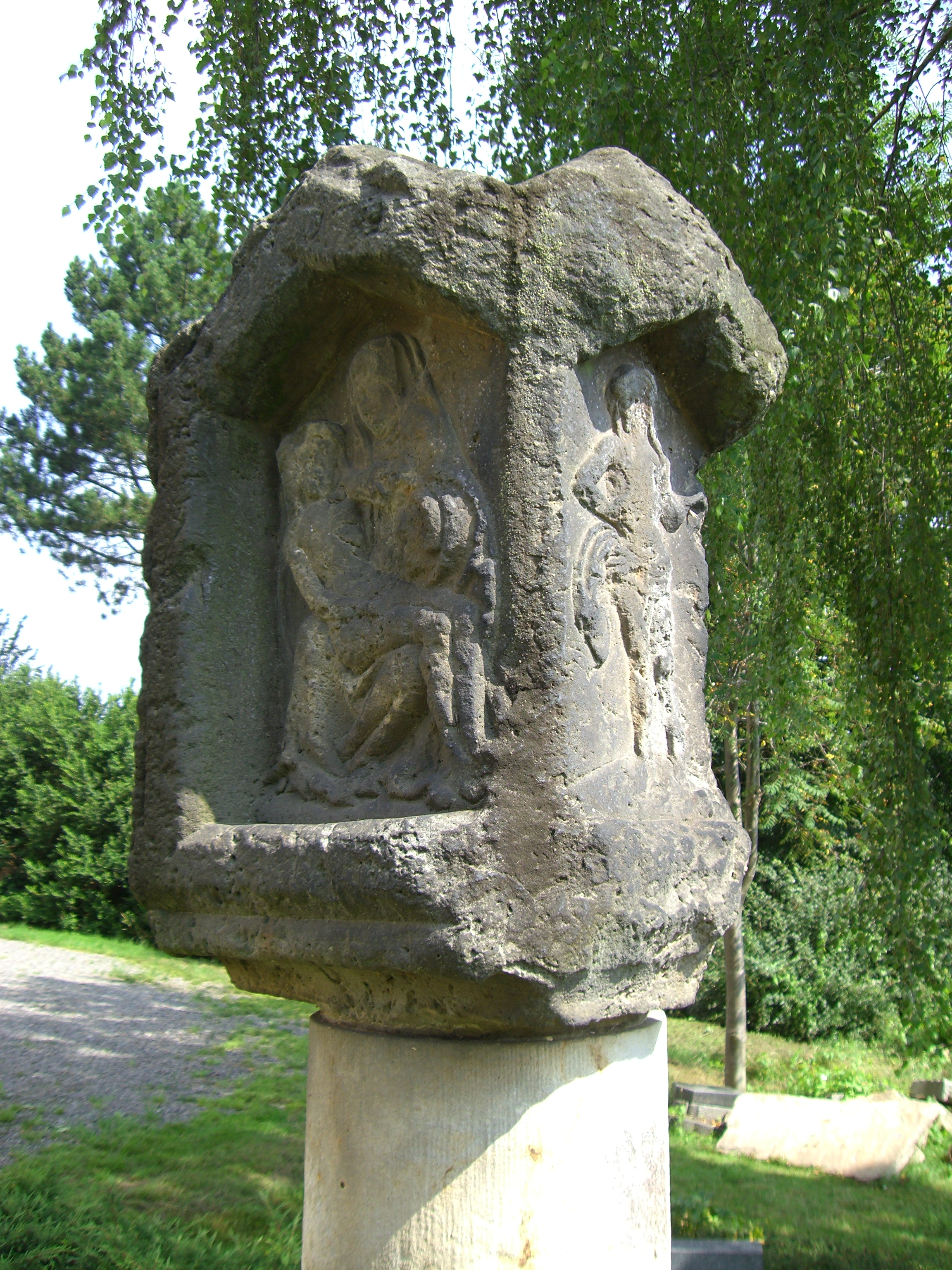
Kopfstück der Betsäule

Tuttendorf ist ein Ortsteil der Gemeinde Halsbrücke im Landkreis Mittelsachsen (Freistaat Sachsen). Er wurde am 1. Juli 1950 nach Conradsdorf eingemeindet und kam mit diesem am 1. März 1994 zur Gemeinde Halsbrücke.

## Lage und Verkehr
Tuttendorf liegt nahe der Kreisstadt Freiberg am linken Hang der Freiberger Mulde, etwa zwischen 340 und 400 m ü. NN. Nordöstlich grenzt der Ortsteil an Conradsdorf und nordwestlich an Halsbrücke. Der Ort ist an das Netz des öffentlichen Personennahverkehrs angeschlossen und überregional über die B 173 sowohl aus Richtung Freiberg als auch aus Richtung Dresden gut erreichbar.
Die nächste Station ist der Freiberger Bahnhof, da die 1890 eröffnete Strecke Freiberg–Halsbrücke, an der Tuttendorf einen eigenen Haltepunkt hatte, seit 1995 stillgelegt ist.

## Geschichte
Das frühere Waldhufendorf mit bergbaulicher Streusiedlung und Parzellen wurde erstmals 1183 erwähnt als „Tudendorph“ (Dorf des Dudo) in Verbindung mit der Entdeckung von Silbererz im Gebiet um Freiberg. Weitere Namensformen waren 1185 „Dudendorf“, 1342 „Tutindorf“, 1360 „Tutendorf“ und 1428 „Tuttendorff“. 
Das Dorf gehörte zuerst zur Klosterschenkung des Markgrafen Ottos der Reiche, die nach 1168 wieder zurückgenommen wurde. Später gehörte es dem Hospital St. Johannis in Freiberg. Im Jahre 1696 lag die Grundherrschaft beim Rat zu Freiberg. Landesherrlicher Verwaltungsbezirk des Dorfes war bis 1856 das kursächsische bzw. königlich-sächsische Kreisamt Freiberg. Ab 1856 gehörte Tuttendorf zum Gerichtsamt Freiberg und nach Trennung von Justiz und Verwaltung ab 1875 zur Amtshauptmannschaft Freiberg. Das Vorwerk von Tuttendorf wurde bereits 1360 urkundlich belegt und noch 1820 erwähnt. 1875 war es als Kanzleilehngut bezeugt. 1945 wurde es zur Gewinnung von Baumaterial abgetragen.
Die Entwicklung des Ortes war eng mit dem Freiberger Bergbau verbunden. Zeugen der ersten Bergbauperiode sind die südlich des Ortes gelegene Halden des Hauptstollnganges und das Mundloch des Alten und Tiefen Fürstenstollns am Roten Graben. Die heutige Form des Mundloches entspricht dem 18. Jahrhundert. Der Stollen war ab 1384 im Besitz des Markgrafen Wilhelms I., des Einäugigen. Etwa 40 m weiter am Roten Graben befindet sich das Mundloch des Hauptumbruchs des Alten und Tiefen Fürstenstollns. Der Hauptstolln Umbruch wurde 1821 bis 1850 erbaut als Ersatz für den Alten und Tiefen Fürstenstolln. Der Höhepunkt des Bergbaues lag zwischen 1540 und 1560. Bis ins 19. Jahrhundert waren noch mehrere Eigenlehner und kleine Gewerkschaften auf Tuttendorfer Flur tätig.
Tuttendorf hatte ab 1890 einen Haltepunkt an der Nebenbahn der Bahnstrecke Freiberg–Halsbrücke. Der Reisezugverkehr war bis 1975 und der Güterzugverkehr bis 1995 in Betrieb.
Am 1. Juli 1950 erfolgte die Eingemeindung in das benachbarte Conradsdorf am anderen Ufer der Freiberger Mulde. Durch die zweite Kreisreform in der DDR kam Tuttendorf als Ortsteil von Conradsdorf im Jahr 1952 zum Kreis Freiberg im Bezirk Chemnitz (1953 in Bezirk Karl-Marx-Stadt umbenannt), der ab 1990 als sächsischer Landkreis Freiberg fortgeführt wurde und im Jahr 2008 im Landkreis Mittelsachsen aufging. Durch die Eingemeindung der Gemeinde Conradsdorf mit ihren Ortsteilen nach Halsbrücke ist Tuttendorf seit dem 1. März 1994 ein Ortsteil von Halsbrücke.

### Kirche Tuttendorf
Die Dorfkirche St. Anna entspricht in ihrer heutigen Gestalt dem Umbau von 1705 bis 1710. Der Altar mit dem Kreuzigungs- und Abendmahlgemälde stammt aus den Jahren 1670/76. Besondere Beachtung verdient die barocke Stuckdecke mit christlichen und bergmännischen Symbolen und eine spätgotische St.-Annen-Plastik. Vor der Kirche ist ein Kopfstück einer spätgotischen Betsäule aufgestellt, das Ende des 19. Jahrhunderts auf dem Gelände des Kanzleilehngutes Loßnitz ausgegraben wurde. Im Jahre 2009 wurde die Kirche innen und außen saniert.

### Entwicklung der Einwohnerzahl
1546: 22 besessene Mann, 6 Inwohner; 1748: 19 Gärtner, 22 Häusler, 7½ Hufen.
Stand jeweils 31. Dezember:
| 1834 bis 1910 - 1834: 120 - 1871: 598 - 1890: 662 - 1910: 628 | 1925 bis 1946 - 1925: 503 - 1939: 529 - 1946: 561 |

Tuttendorf wurde 1950 nach Conradsdorf eingemeindet; 1994 wurde das Dorf ein Ortsteil von Halsbrücke.

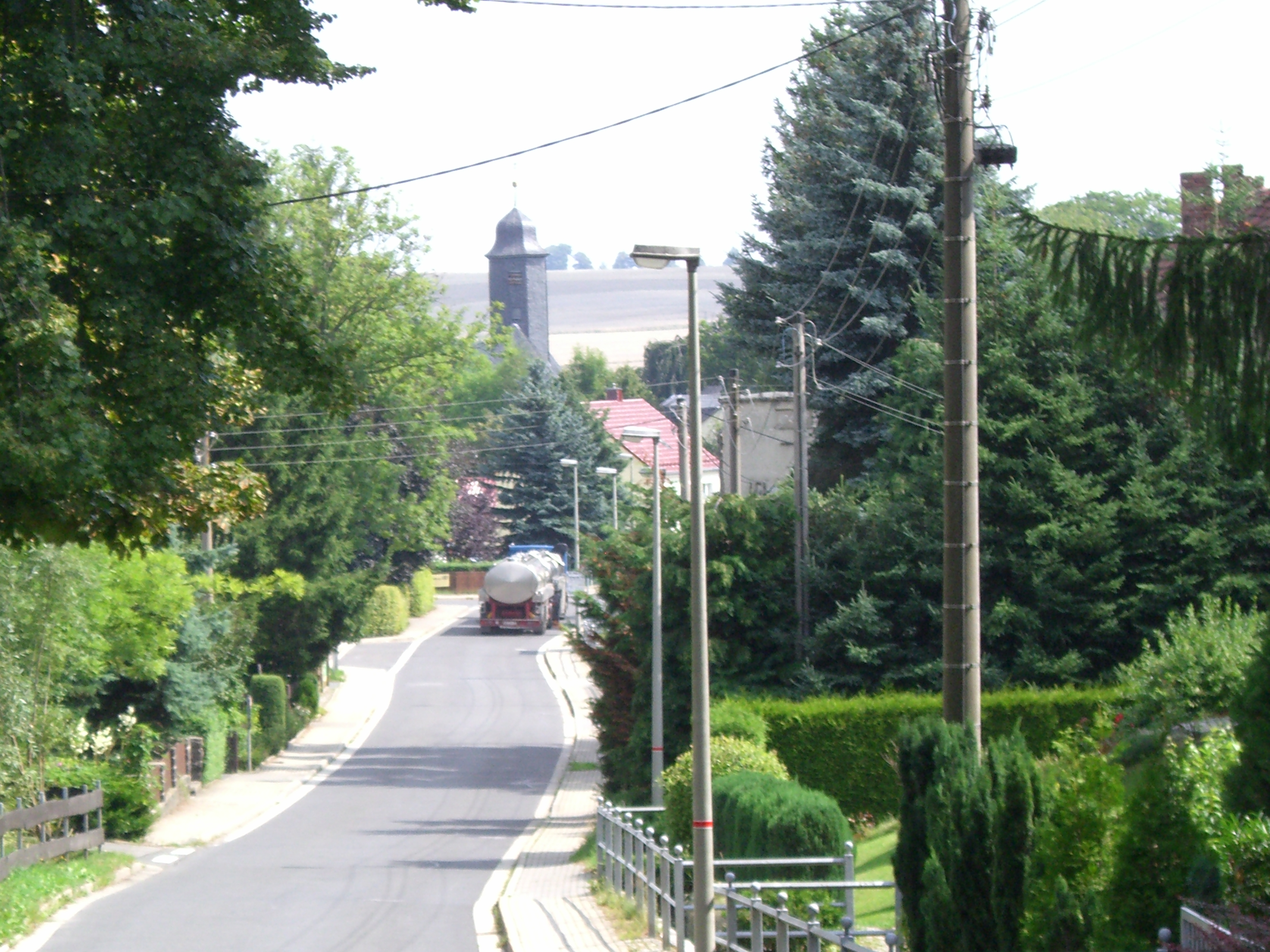
Blick aus Richtung Freiberg
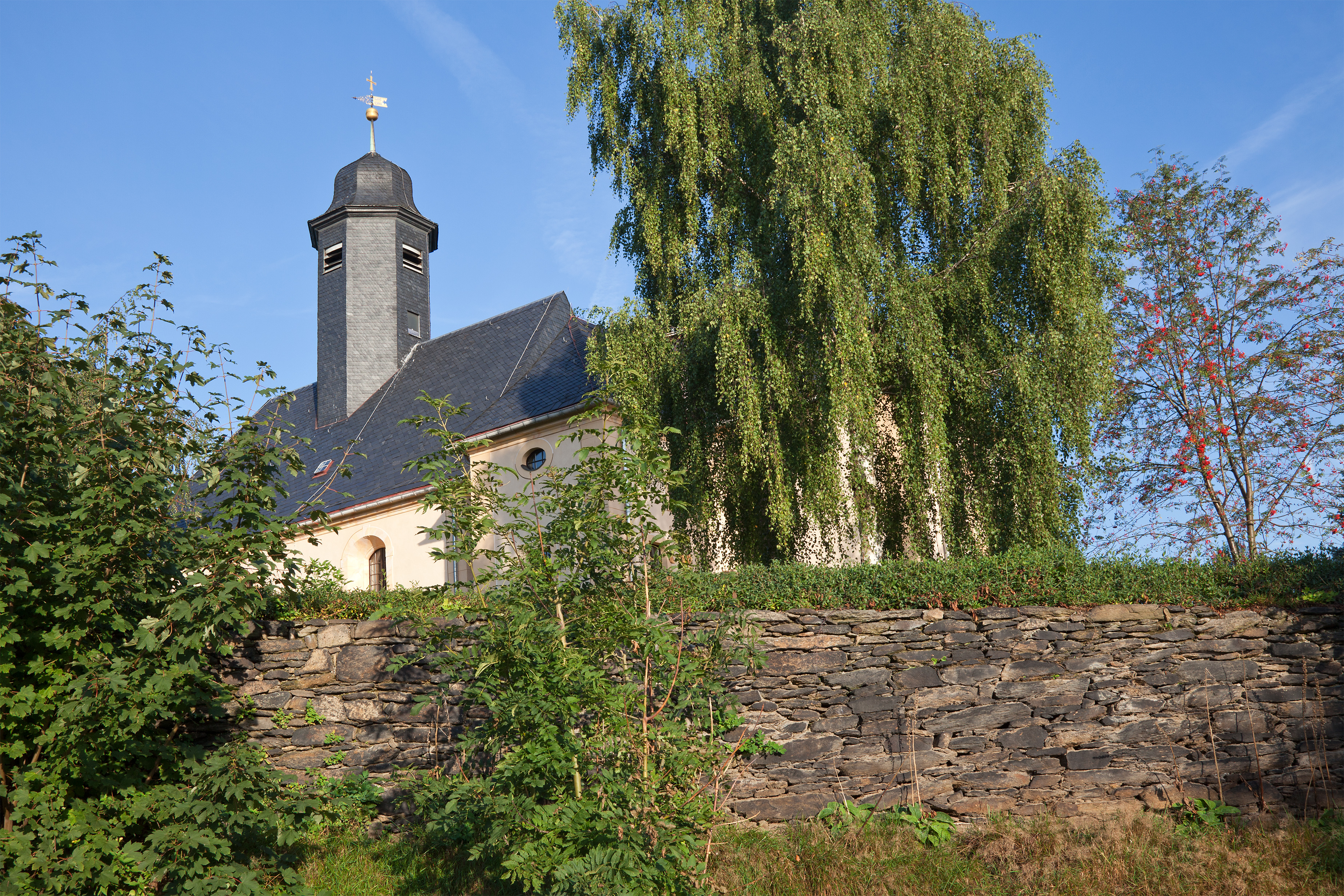
Blick von der Freiberger Straße zur Dorfkirche
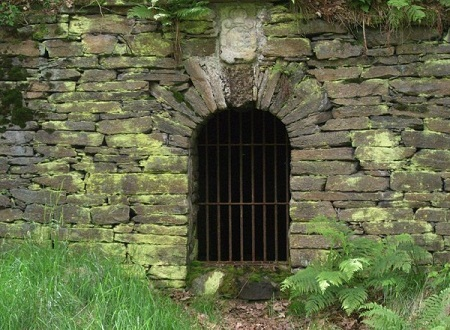
Mundloch des Alten und Tiefen Fürstenstollns am Roten Graben
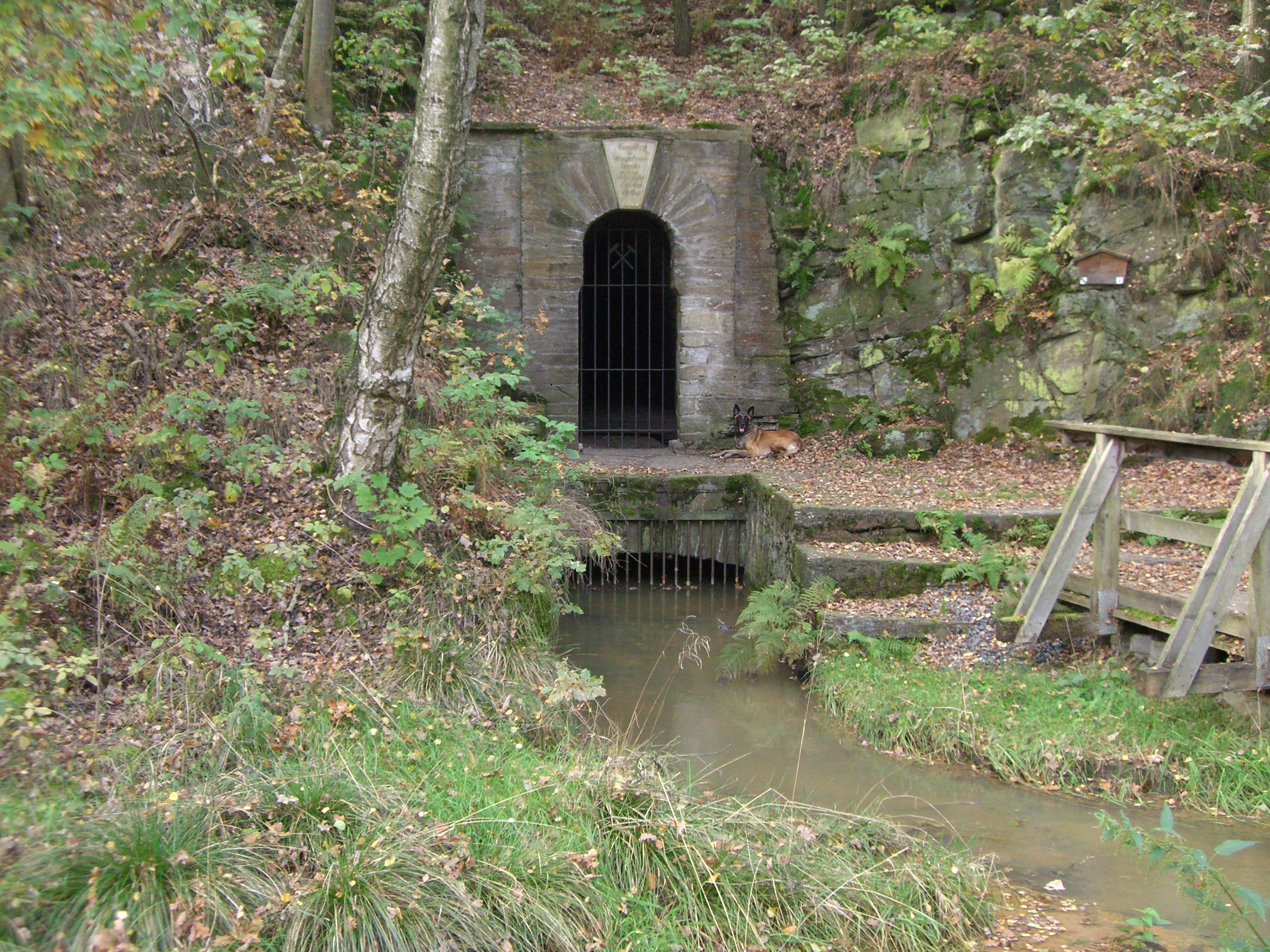
Mundloch des Hauptstollnumbruchs des Alten und Tiefen Fürstenstollns
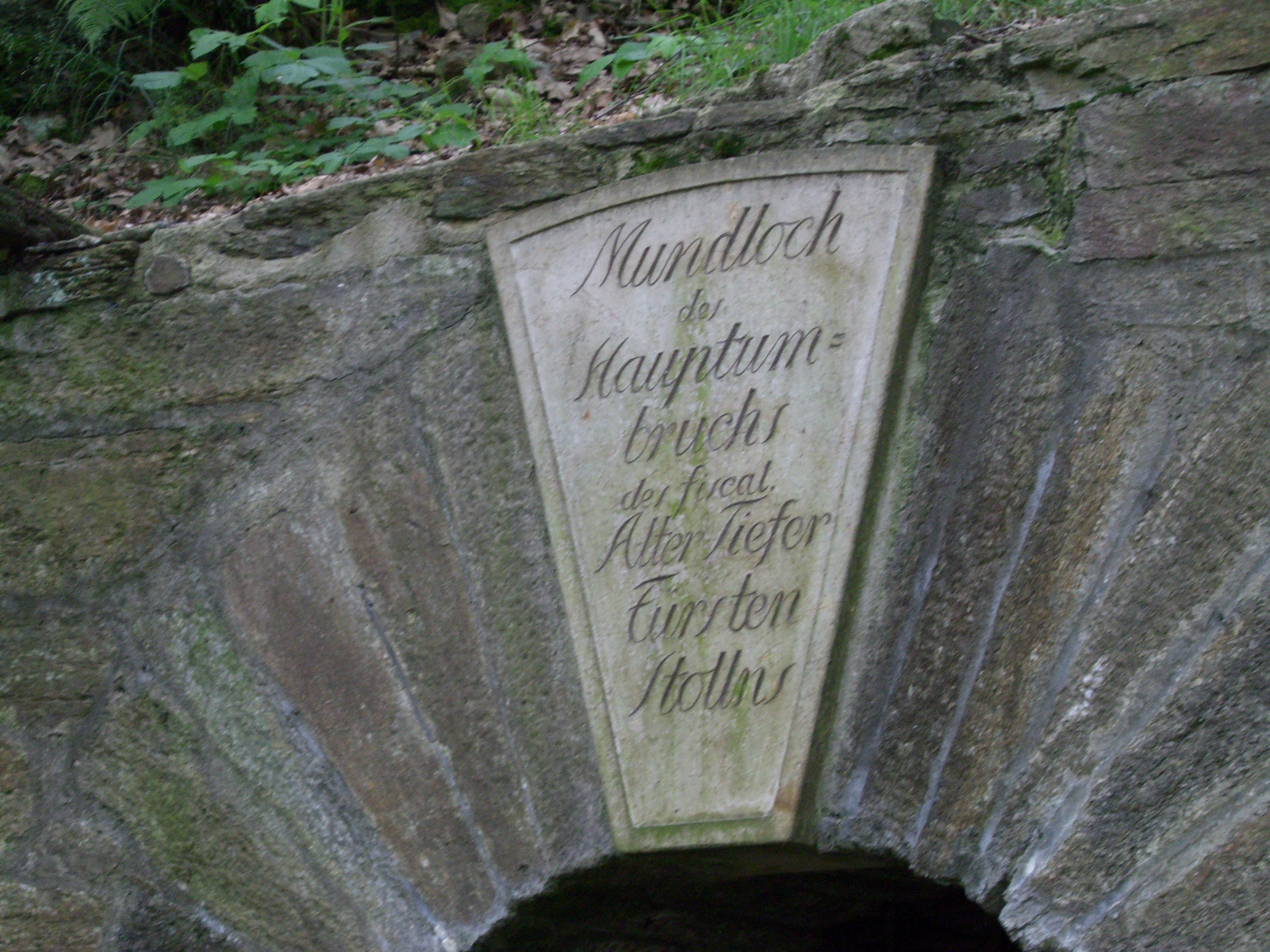
Schlusssteininschrift am Mundloch des Hauptstollnumbruchs